# Tabebujasläktet
Tabebujasläktet (Tabebuia) är ett släkte i familjen katalpaväxter med arter i Central- och Sydamerika. Grön ebenholts (T. heterophylla) lämnar ett fint virke som importeras till Sverige.